# Štefan Malatinec
Štefan Malatinec (22. ledna 1930, Rimavská Sobota – 30. dubna 2010) byl průmyslový výtvarník, designér a sochař.

## Životopis
V letech 1949 až 1954 studoval v Praze na Vysoké škole uměleckoprůmyslové (pod vedením českého sochaře, medailéra a profesora Bedřicha Stefana). V roce 1963 byl Štefan Malatinec pověřen Svazem československých výtvarných umělců (SČVU) k vyhledávání průmyslových podniků pro spolupráci s výtvarníky. V letech 1965 až 1970 pracoval jako průmyslový výtvarník v podniku Desta Děčín (v Děčíně). V letech 1966 až 1984 působil v národním podniku Adamovské strojírny (v Adamově u Blanska). Jako externí pedagog vyučoval v letech 1977 až 1979 na Vysoké škole uměleckoprůmyslové v Praze. Do podniku Desta Děčín (v Děčíně) se opět vrátil v letech 1986 až 1992. V roce 1976 byl Štefan Malatinec oceněn Cenou Antonína Zápotockého, v roce 1981 pak obdržel titul Zasloužilý umělec.

## Autorské výstavy[1]
- 1974 - Štefan Malatinec: Design výrobků, Galerie Jaroslava Fragnera, Praha
- 1975 - Štefan Malatinec: Průmyslový návrh, Vysoká škola politická ÚV KSČ, Praha

## Společné výstavy[1]
- 1955 - II. krajské středisko Umělecká beseda: Členská výstava, Mánes, Praha
- 1958 až 1959 - Česká soudobá medaile a plaketa: Práce z let 1945 - 1958, Galerie Českého fondu výtvarných umění, Praha
- 1968 - Československý průmyslový návrh, Oblastní galerie výtvarného umění, Gottwaldov (Zlín)
- 1969 - 50 let českého užitého umění a průmyslového výtvarnictví, Mánes, Praha
- 1969 - 50 Jahre der Tschechischen angewandten Kunst und industrial design, MAK - Österreichisches Museum für angewandte Kunst / Gegenwartskunst, Vídeň (Wien)
- 1970 - Výtvarníci Prahy 3 a 10, Galerie bratří Čapků, Praha
- 1973 - Výtvarní umělci k 25. výročí Února, Praha
- 1975 - Výtvarní umělci k 30. výročí osvobození Československa Sovětskou armádou, Praha
- 1979 - Díla pedagogů vysokých uměleckých škol ČSSR, Středočeská galerie, Praha
- 1980 - Výtvarní umělci k 35. výročí osvobození Československa Sovětskou armádou, Praha
- 1985 - Vyznání životu a míru. Přehlídka československého výtvarného umění k 40. výročí osvobození Československa Sovětskou armádou, Praha
- 1985 - Vyznání životu a míru. Přehlídka československého výtvarného umění k 40. výročí osvobození Československa Sovětskou armádou, Dom kultúry, Bratislava
- 1988 - Z nových zisků Národní galerie v Praze z let 1984 – 1986, 4. část, Městská knihovna Praha
- 1988 - Lidé - život - práce. Výtvarná díla ze sbírek Ústřední rady odborů, Mánes, Praha

## Autorské katalogy[1]
- 1974 - Štefan Malatinec: Design výrobků,
- 1975 - Štefan Malatinec: Průmyslový návrh

## Kolektivní katalogy[1]
- 1955 - Ústřední svaz čs. výtvarných umělců II. krajské středisko UB (Členská výstava),
- 1958 - Česká soudobá medaile a plaketa: Práce z let 1945 – 1958,
- 1968 - Československý průmyslový návrh,
- 1969 - 50 let českého užitého umění a průmyslového výtvarnictví (Mezníky vývoje v letech 1918 – 1968),
- 1969 - 50 Jahre der Tschechischen angewandten Kunst und industrial design (Meilensteine der Entwicklung in den Jahren 1918 - 1968),
- 1970 - Výtvarníci Prahy 3 a 10,
- 1973 - Výtvarní umělci k 25. výročí Února,
- 1975 - Výtvarní umělci k 30. výročí osvobození Československa Sovětskou armádou,
- 1979 - Výstava pedagogů vysokých škol uměleckého směru (K celostátní konferenci učitelů v Praze v dubnu 1979),
- 1980 - Výtvarní umělci k 35. výročí osvobození Československa Sovětskou armádou (Přehlídka československého výtvarného umění 1980),
- 1985 - Vyznání životu a míru (Přehlídka Československého výtvarného umění k 40. Výročí osvobození Československa Sovětskou armádou),
- 1988 - Lidé - život - práce (Výtvarná díla ze sbírek Ústřední rady odborů. Výstava k 40. výročí Vítězného února)

## Umělec v encyklopediích a slovnících[1]
- 2001 - Malý, Zbyšek, ed. a Malá, Alena, ed. Slovník českých a slovenských výtvarných umělců 1950 - 2001. Vydání. 1. Ostrava: Výtvarné centrum Chagall, 1998- . sv. Prameny a dokumenty. ISBN 80-86171-00-0; (1950-2001; svazek VII.; L - Mal)
- 2006 - Horová, Anděla, ed. Nová encyklopedie českého výtvarného umění Vydání. 1. Praha: Academia, 1995- . sv. ISBN 80-200-0536-6. (Dodatky)

## Příklady tvorby
- Holubice míru v Praze – Jinonicích v ulici K Rovinám (materiál: pískovec, keramika)[3][4]
- Busta Rudolfa Deyla staršího v Praze v Anenské ulici
- Pes a kočka v pražských Modřanech (Angelovova ulice; materiál: beton, keramika)[5][6]
- Busta Josefa Skupy v Plzni (ulice Prokopova 13/15)[7][8]
- Portrét Josefa Skupy (medaile; materiál: bronz) ve sbírkách Galerie hlavního města Prahy (GHMP)[9][10]
- Portrét lékaře (busta; materiál: cín) ve sbírkách Galerie hlavního města Prahy (GHMP)[9][11]
- Portrét dr. K. Škody (busta; materiál: cín) ve sbírkách Galerie hlavního města Prahy (GHMP)[9][12]

Příklady tvorby
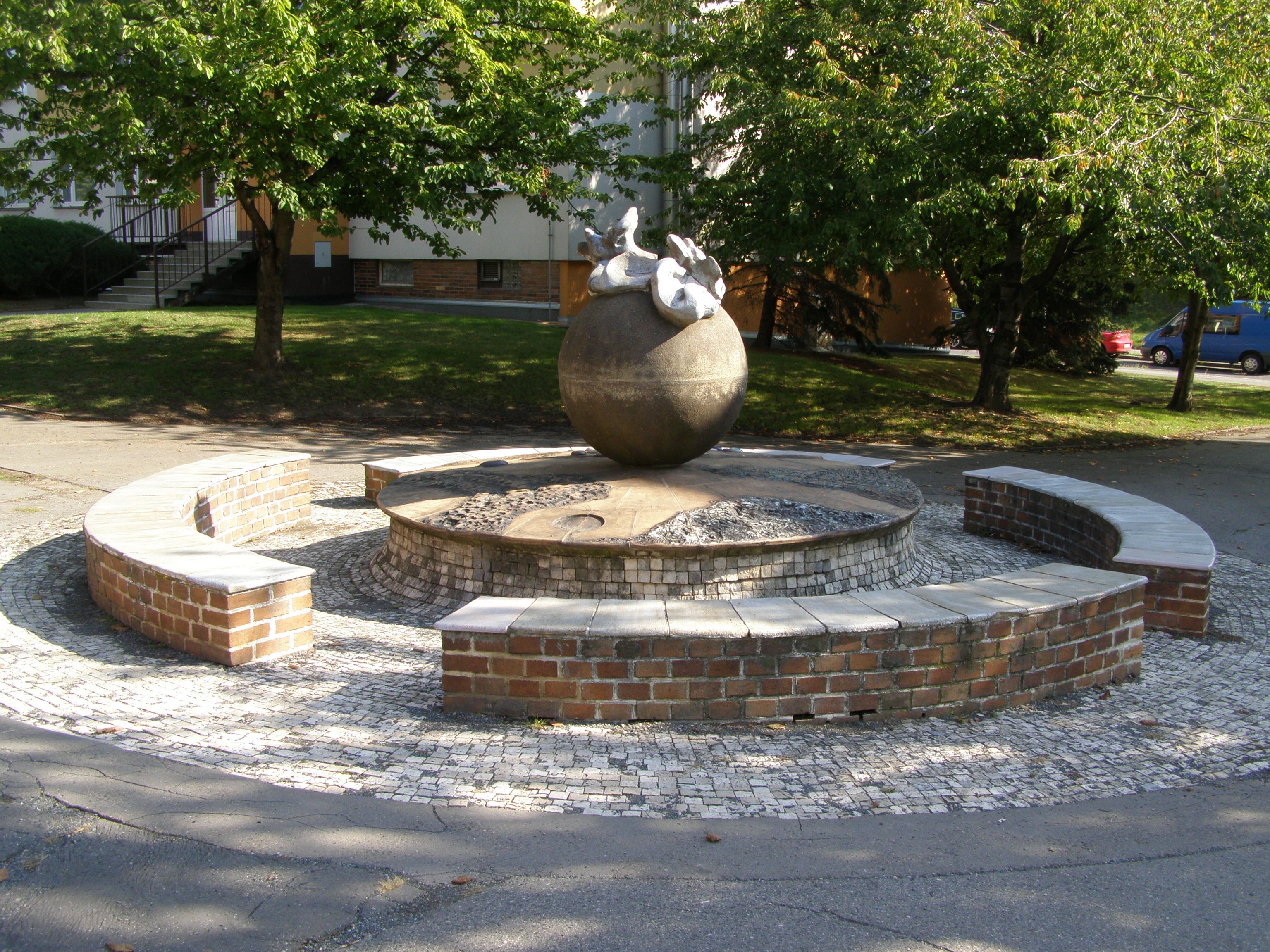
Holubice míru (pískovec + keramika); Praha 5 - Jinonice, ulice: K Rovinám
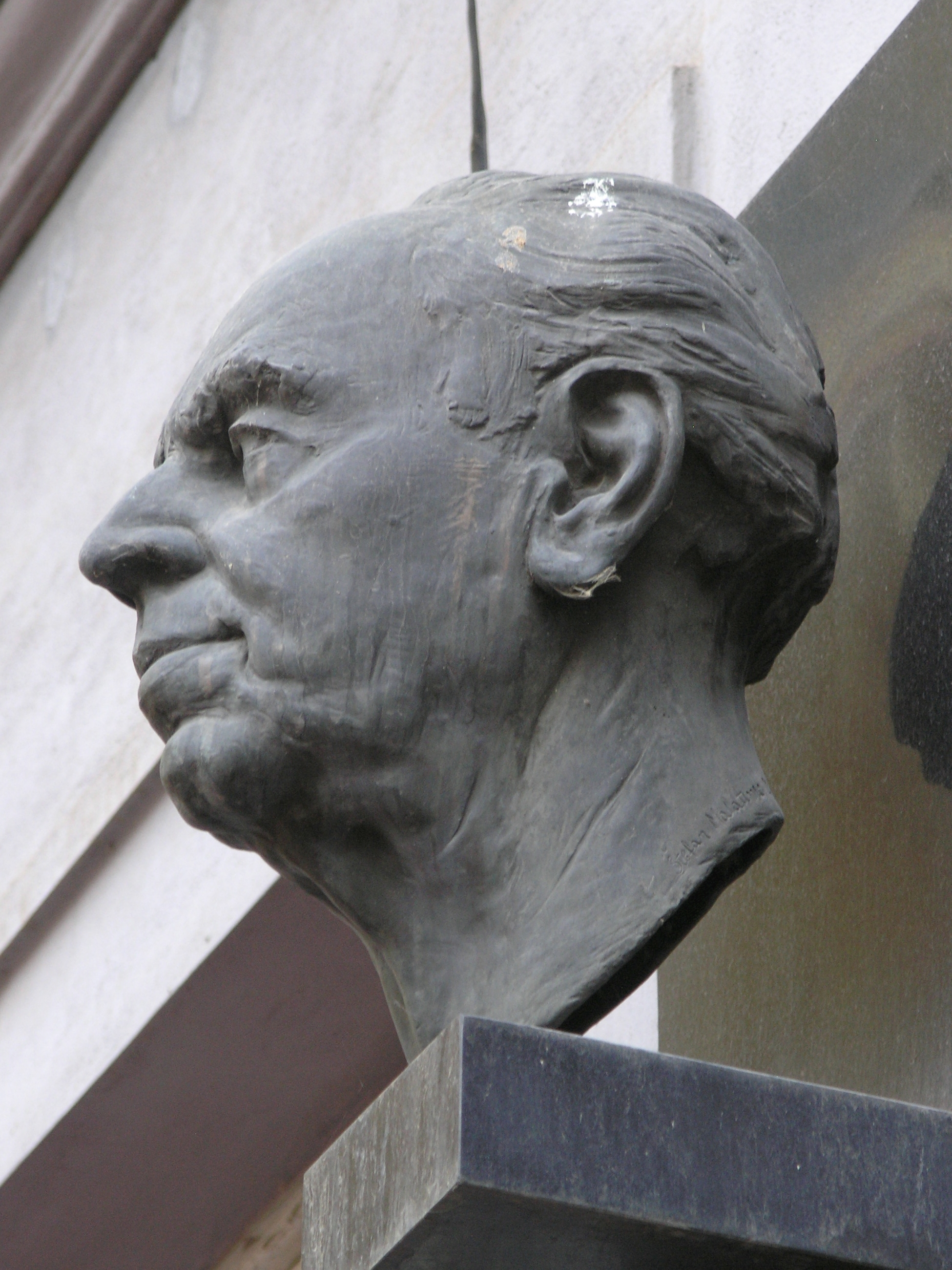
Praha, Staré město - Anenská ulice 188/3 (busta Rudolfa Deyla staršího)